# Franz Praetorius

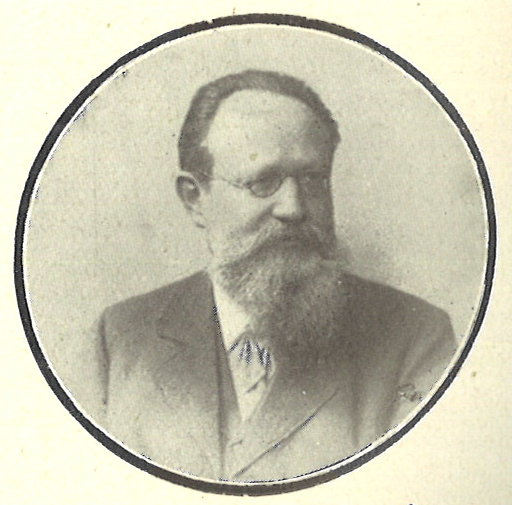
Franz Praetorius

Georg Friedrich Franz Praetorius (* 22. Dezember 1847 in Berlin; † 21. Januar 1927 in Breslau, Provinz Niederschlesien) war ein deutscher Orientalist.

## Leben
Das Gymnasium besuchte er in Berlin. Ab 1865 studierte er Sprachwissenschaften, speziell Orientalistik an den Universitäten Berlin und Leipzig. 1870 promovierte er an der Universität Halle mit der Dissertation Fabula de Regina Sabea apud aithiopes zum Dr. phil. 1873 habilitierte er sich an der Friedrich-Wilhelms-Universität zu Berlin. 1880 erhielt er den Ruf auf ein Ordinariat für semitische Philologie an der Universität Breslau. 1892 wechselte er an die Universität Halle.

## Schriften (Auswahl)
- als Herausgeber: Mazḥafa tomâr. Das äthiopische Briefbuch nach drei Handschriften. Leipzig 1869.
- Fabula de Regina Sabaea apud Aethiopes. Halle an der Saale 1870.
- Heft 3. Beiträge zur Erklärung der Himjarischen Inschriften. Anhang: über eine Palmyrensische Inschrift. Halle an der Saale 1874.
- Zum Verständnisse Sibawaihi’s. Halle an der Saale 1895.